# Comuna Esbjerg
Esbjerg (Esbjerg Kommune) este o comună din regiunea Syddanmark, Danemarca, cu o suprafață totală de 794,5 km².